# 956年
| 千纪： | 1千纪 |
| 世纪： | 9世纪 \| 10世纪 \| 11世纪 |
| 年代： | 920年代 \| 930年代 \| 940年代 \| 950年代 \| 960年代 \| 970年代 \| 980年代                                                                                    |
| 年份： | 951年 \| 952年 \| 953年 \| 954年 \| 955年 \| 956年 \| 957年 \| 958年 \| 959年 \| 960年 \| 961年                                                              |
| 纪年： | 丙辰年（龙年）；于阗同慶四十五年；辽應曆六年；南汉乾和十四年；后蜀广政十九年；南唐保大十四年；北汉祐九年；后周（吴越、荆南）显德三年；大理廣德四年；日本天曆十年 |

## 大事记
- 後周世宗第一次親征南唐，起初進展順利，在正陽擊敗南唐援軍，但由於南唐將領劉仁贍死守壽州（今安徽壽縣），後周大軍一連攻打了好幾個月，始終無法攻克，只好退兵。
- 後周攻南唐之戰中，後周殿前都虞候趙匡胤率軍在六合之戰以少勝多擊敗南唐援軍反攻。
- 巴西爾·海克薩米里提斯（英语：Basil Hexamilites）率領的一支拜占庭艦隊大勝塔爾蘇斯的艦隊。
- 一場地震摧毀了亞歷山大燈塔。

## 逝世
- 馬蘇第，阿拉伯歷史學家、地理學家與哲學家。
- 後周宣懿皇后
- 蘇禹珪，他是五代十國後漢、後周大臣，字玄錫，高密縣人。